# Anthaxia doris
Anthaxia doris es una especie de escarabajo del género Anthaxia, familia Buprestidae. Fue descrita científicamente por Heer en 1862.